# Aphonoides nicobarica
Aphonoides nicobarica är en insektsart som beskrevs av Bhowmik 1970. Aphonoides nicobarica ingår i släktet Aphonoides och familjen syrsor. Inga underarter finns listade i Catalogue of Life.